# Protection des savoirs traditionnels
Les savoirs traditionnels sont — entre autres, ‘savoirs, innovations et pratiques des communautés autochtones et locales à travers le monde’ ou  ‘ressources génétiques, savoirs traditionnels et expressions culturelles traditionnelles’ — et en droit de la propriété intellectuelle, l'ensemble des connaissances propres à une certaine région ou à une certaine communauté et transmises de génération en génération.
Certains États revendiquent la protection des savoirs traditionnels par le droit d'auteur et par la propriété industrielle. La culture traditionnelle de nombreux pays en développement fait en effet l'objet d'une exploitation commerciale sans que les populations locales en tirent les bénéfices. La protection des savoirs traditionnels est un concept qui s'est développé hors du cadre dominant de la tradition juridique occidentale. Une telle protection est depuis peu soutenue par l'Organisation mondiale de la propriété intellectuelle, et l'UNESCO, dans l'objectif plus général des Nations unies de voir les patrimoines culturels et immatériels des peuples autochtones mieux pris en compte et protégés contre les appropriations et utilisations abusives, qui se développent toujours plus,.

## Déclarations relatives à la protection des savoirs traditionnels
Les principales déclarations relatives à la protection des savoirs traditionnels sont les suivantes :

### La déclaration de Belém
(Belém, Juillet 1988)
Le premier congrès de la Société Internationale d'Ethnobiologie, qui a regroupé des anthropologues, des biologistes, des chimistes des sociologues, et les peuples autochtones de Belém, a notamment annoncé que dans la mesure où "les cultures indigènes à travers le monde sont bouleversées et détruites", il doit être établi "des mécanismes par lesquels les spécialistes indigènes sont considérés comme des autorités devant être consultées pour tous les programmes affectant les indigènes, leurs ressources et leur environnement".
"Des procédures doivent être mises en place pour indemniser les peuples autochtones du fait de l'utilisation de leurs savoirs et de leurs ressources biologiques".

### La déclaration de Kari-Oca et la Charte de la terre des peuples autochtones
(Brésil, mai 1992, réaffirmés en Indonésie en juin 2002)
Cette déclaration et cette charte ont été adoptées en mai 1992 par les peuples autochtones d'Amérique, d'Asie, d'Afrique, d'Europe et du Pacifique qui se sont réunis à Kari-Oca pour exprimer d'une même voix leur inquiétude quant à la façon dont les ressources naturelles dont ils dépendent sont exploitées. Il est fait expressément référence dans la Charte aux atteintes portées au patrimoine intellectuel et culturel des peuples indigènes. Dans la section intitulée "Culture, Science et propriété intellectuelle", il est notamment affirmé :
99. L'appropriation abusive de la médecine traditionnelle et des savoirs traditionnels des peuples indigènes devrait être considérée comme un crime contre les populations.
102. En tant que créateurs et porteurs de civilisations qui ont donné à l'humanité, et continuent de partager avec elle, leur savoir, leur expérience, et leurs valeurs, nous demandons que nos droits de propriété intellectuelle et culturelle soient garantis, et que leurs mécanismes bénéficient à nos populations.
104. La protection, les normes et mécanismes de création artistique et artisanale de nos peuples doivent être établis et mis en œuvre pour éviter le pillage, le plagiat, ainsi que les exploitations et utilisations abusives.

### Les déclarations de la décennie des peuples autochtones
Dans le cadre de l'année internationale des Nations unies pour les peuples autochtones, en 1993, puis pendant la décennie des peuples autochtones (1995-2004), une série de conférences regroupant des spécialistes des questions indigènes et d'autres domaines s'est tenue à travers le monde. Il en est résulté un certain nombre de déclarations identifiant, définissant et expliquant le concept de protection juridique des savoirs traditionnels. 

#### La déclaration de Mataatua sur les droits de propriété intellectuels et culturels des peuples autochtones
(Aotearoa, Nouvelle-Zélande, Juin 1993)
Le 18 juin 1993, 150 délégués de 14 pays, parmi lesquels figuraient des représentants des peuples indigènes d'Aotearoa (Nouvelle-Zélande), d'Aiun (Japon), d'Australie, des Iles Cook, des Fidji, de l'Inde, de Panama, du Pérou, des Philippines, du Surinam et des États-Unis se sont rencontrés à Whakatane en Nouvelle-Zélande. Ils ont affirmé que les savoirs des peuples autochtones devaient profiter à l'humanité tout entière, et ont déclaré que les peuples autochtones étaient prêts à offrir leurs savoirs à l'humanité tout entière, à la condition que leur droit de définir et de contrôler leurs savoirs soit protégé par la communauté internationale. Ils ont insisté sur le fait que les premiers bénéficiaires des savoirs traditionnels devaient être les descendants des peuples autochtones. Ils ont enfin déclaré que toute forme d'exploitation des savoirs traditionnels devait cesser.
Dans la section 2 de cette déclaration, ils ont expressément demandé à l'État, et aux Agences Nationale et Internationale de :
2.1 Reconnaître que les peuples autochtones sont les gardiens de leurs savoirs traditionnels, et ont le droit de contrôler la diffusion de ces savoirs
2.2 Reconnaître que les peuples autochtones ont le droit de créer de nouveaux savoirs à partir de leurs cultures traditionnelles
2.3 Accepter que les droits sur le patrimoine intellectuel et culturel des peuples autochtones soient accordés aux personnes qui en sont les créateurs

#### La déclaration de Julayinbul sur les droits de propriété intellectuelle des peuples autochtones
(Australie, novembre 1993)
Cette déclaration a résulté de la rencontre de spécialistes indigènes et non-indigènes, qui, à Jingarrba, dans le nord-est de l'Australie, sont convenus que la meilleure définition des droits de propriété intellectuelle se trouvait au sein même des règles coutumières des peuples autochtones. Cette déclaration renomme les règles coutumières autochtones "règles coutumières Aborigènes", et insiste sur le fait que ces règles doivent être reconnues et traitées à égalité avec les autres systèmes juridiques:
Les Peuples et Nations autochtones réaffirment leur droit à définir pour eux-mêmes leur patrimoine intellectuel propre.
Nous, Peuples et Nations autochtones...déclarons...que nous sommes prêts à partager [notre patrimoine intellectuel] avec l'humanité tout entière, à la condition que nos droits fondamentaux de définir et contrôler ce patrimoine soient reconnus par la communauté internationale.
La propriété intellectuelle Aborigène, au sein du droit coutumier Aborigène, est un droit inhérent et inaliénable, qui ne peut pas être annulé, éteint ou dérobé...Toute utilisation du patrimoine intellectuel des Peuples et Nations Aborigènes est subordonnée au respect du droit coutumier Aborigène, et tout usage non expressément autorisé est strictement interdit.

#### La déclaration de Santa Cruz de la Sierra sur la propriété intellectuelle
(Bolivie, septembre 1994)
Une rencontre régionale a été organisée à Santa Cruz de la Sierra, où les peuples autochtones d'Amérique du sud, préoccupés par la façon dont le système et les régimes de propriété intellectuelle dominants semblaient favoriser l'appropriation des savoirs et des ressources indigènes dans un but commercial, sont convenus :
Aucun individu ou communauté, pas même le Gouvernement... ne peut vendre ou transférer la propriété des ressources [culturelles] qui appartiennent au peuple et que chaque génération a le devoir de sauvegarder pour la génération suivante.
Des recherches doivent être réalisées pour concevoir un système de protection et de reconnaissance qui soit en conformité...avec notre conception [de la propriété intellectuelle], et des mécanismes doivent être développés...pour prévenir l'appropriation de nos savoirs et de nos ressources.
Il doit être établi des mécanismes appropriés pour maintenir et assurer le droit des peuples autochtones de refuser l'accès sans discernement aux ressources [culturelles] de nos communautés ou de nos peuples, et pour rendre possible la remise en cause des brevets et des autres droits exclusifs sur ce qui est essentiellement autochtone.

#### La déclaration de Tambunan sur la protection et la conservation des savoirs autochtones
(Sabah, Est de la Malaisie, février 1995)
Les peuples autochtones d'Asie se sont rencontrés à Tambunan, en Malaisie, pour revendiquer le droit à l'autodétermination, et pour exprimer leurs préoccupations quant à la menace que le modèle "occidental" des droits de propriété intellectuelle pouvait représenter pour eux. Il a été convenu:
Pour les peuples autochtones d'Asie, les droits de propriété intellectuelle sont non seulement un concept très récent, mais aussi très occidental. Avec les droits de propriété intellectuelle [de type occidental], des lois étrangères seront conçues pour exploiter les savoirs traditionnels et les ressources [culturelles] des peuples autochtones.
Le système [occidental] des droits de propriété intellectuelle et l'appropriation frauduleuse des savoirs traditionnels, sans l'information et l'accord préalables des peuples indigènes, font naître la colère ou le sentiment d'être abusés.
Les peuples autochtones ne tirent pas profit du système des droits de propriété intellectuelle. Les savoirs traditionnels et les ressources [culturelles] sont épuisés, exploités ou appropriés par des personnes étrangères comme les entreprises multinationales, les institutions, les chercheurs et les scientifiques qui sont à la recherche du profit et de bénéfices accrus.
Pour les peuples autochtones, la vie est un bien commun qui ne peut être approprié, commercialisé, ou monopolisé. Sur le fondement de cette vision du monde, les peuples autochtones éprouvent des difficultés à faire le rapprochement entre les droits de propriété intellectuelle occidentaux...et leurs vies quotidiennes.

#### La déclaration de Suva sur les savoirs des peuples autochtones et les droits de propriété intellectuelle
(Suva, Fidji, avril 1995)
Les participants, venus des pays indépendants et des "territoires colonisés non autonomes" du Pacifique, se sont rencontrés à Suva pour débattre des régimes de propriété intellectuelle dominants. Durant cette conférence, ils sont convenus de soutenir les initiatives de Kari Oca, Mataatua, Julayinbul, Santa Cruz de la Sierra, et Tambunan. En particulier, les participants ont déclaré:
[Nous]:
Réaffirmons que l'impérialisme perdure par le biais des systèmes de droits de propriété intellectuelle [occidentaux].
Déclarons que les peuples autochtones sont prêts à partager leurs savoirs avec l'humanité, à la condition que nous déterminions quand, où, et comment ils sont utilisés : actuellement le système international ne reconnait et ne respecte pas notre contribution passée, présente et potentielle.
Demandons le rapatriement des ressources [culturelles] indigènes détenues dans des collections étrangères, ainsi qu'une indemnisation et l'octroi de redevances à raison de l'exploitation commerciale de ces ressources.
Encourageons...les gouvernements...à exprimer leur opposition aux dispositions de l'Accord général sur les tarifs douaniers et le commerce qui facilitent l'expropriation des savoirs et des ressources des peuples autochtones...et à intégrer les inquiétudes des peuples autochtones...dans leur législation.
[Demandons] le renforcement des capacités des peuples autochtones à conserver leurs traditions orales, et le soutien des initiatives des peuples autochtones pour enregistrer leurs savoirs... conformément à leurs procédures d'accès coutumières.
Exhortons les universités, les Églises, le gouvernement, les organisations non-gouvernementales, et les autres institutions, à repenser leurs rôles dans l'expropriation des savoirs et des ressources autochtones, et à contribuer à la restitution de ceux-ci à leurs propriétaires légitimes.

#### Déclaration de Kimberley
( Kimberley, Afrique du Sud, août 2002)
Les peuples indigènes du monde entier qui assistaient au sommet des peuples autochtones sur le développement durable se sont retrouvés sur le territoire de Koi-San, et ont réaffirmé à cette occasion les déclarations précédentes. Ils ont notamment déclaré: 
Nos systèmes de savoirs traditionnels doivent être respectés, promus, et protégés; nos droits de propriété intellectuelle collectifs doivent être garantis et assurés. Nos savoirs traditionnels ne font pas partie du domaine public; il s'agit d'une propriété collective, culturelle et intellectuelle protégée par nos droits coutumiers. L'utilisation non autorisée et l'appropriation abusive de nos savoirs traditionnels est un vol.

### La déclaration des Nations unies sur les droits des peuples autochtones

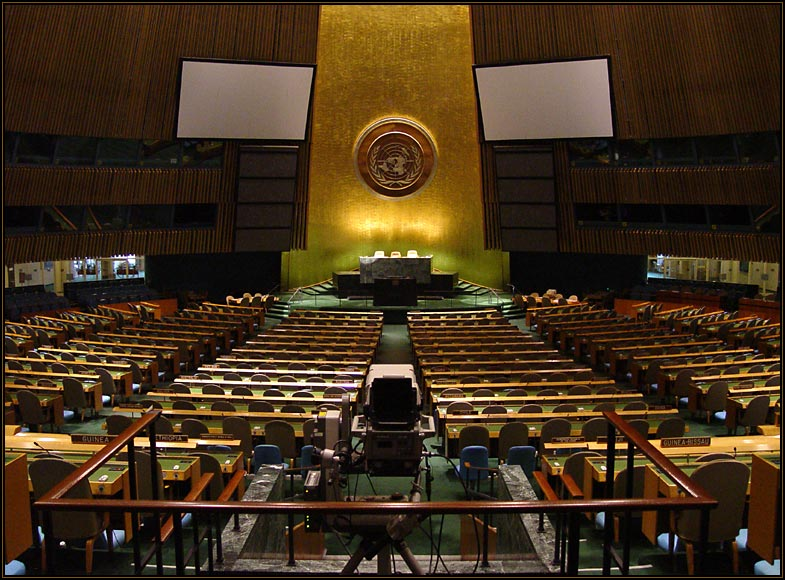
L'Assemblée Générale des Nations unies

Le 13 septembre 2007, lors de la 61e session de leur Assemblée générale, les Nations unies ont adopté à une très large majorité la Déclaration des Droits des peuples autochtones, qui accorde aux populations indigènes un certain nombre de droits sur leur patrimoine culturel.
L'Assemblée générale a reconnu "la nécessité urgente de respecter et de promouvoir les droits intrinsèques des peuples autochtones, qui découlent de leurs structures politiques, économiques et sociales et de leur culture, de leurs traditions spirituelles, de leur histoire et de leur philosophie", et a réaffirmé que les "peuples autochtones ont des droits collectifs qui sont indispensables à leur existence, à leur bien-être et à leur développement intégral en tant que peuples". L'Assemblée a solennellement proclamé comme standard des nations membres du monde entier:
Article 11 

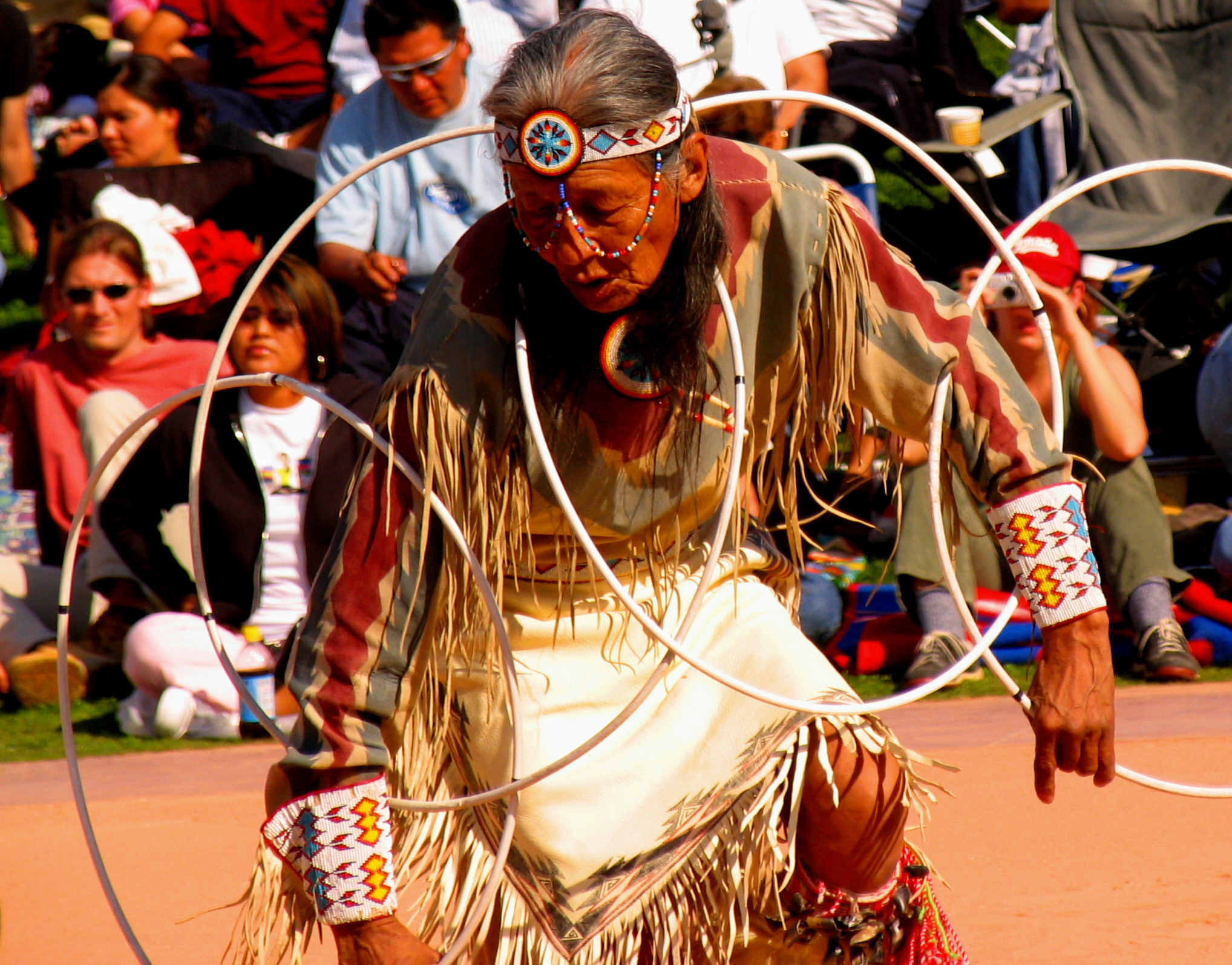
La protection des savoirs traditionnels est une revendication constante des peuples autochtones

1. Les peuples autochtones ont le droit d’observer et de revivifier leurs traditions culturelles et leurs coutumes. Ils ont notamment le droit de conserver, de protéger et de développer les manifestations passées, présentes et futures de leur culture, telles que les sites archéologiques et historiques, l’artisanat, les dessins et modèles, les rites, les techniques, les arts visuels et du spectacle et la littérature.
2. Les États doivent accorder réparation par le biais de mécanismes efficaces – qui peuvent comprendre la restitution – mis au point en concertation avec les peuples autochtones, en ce qui concerne les biens culturels, intellectuels, religieux et spirituels qui leur ont été pris sans leur consentement préalable, donné librement et en connaissance de cause, ou en violation de leurs lois, traditions et coutumes.
Article 24
1. Les peuples autochtones ont droit à leur pharmacopée traditionnelle et ils ont le droit de conserver leurs pratiques médicales, notamment de préserver leurs plantes médicinales, animaux et minéraux d’intérêt vital. Les autochtones ont aussi le droit d’avoir accès, sans aucune discrimination, à tous les services sociaux et de santé.
2. Les autochtones ont le droit, en toute égalité, de jouir du meilleur état possible de santé physique et mentale. Les États prennent les mesures nécessaires en vue d’assurer progressivement la pleine réalisation de ce droit.
Article 31
1. Les peuples autochtones ont le droit de préserver, de contrôler, de protéger et de développer leur patrimoine culturel, leur savoir traditionnel et leurs expressions culturelles traditionnelles ainsi que les manifestations de leurs sciences, techniques et culture, y compris leurs ressources humaines et génétiques, leurs semences, leur pharmacopée, leur connaissance des propriétés de la faune et de la flore, leurs traditions orales, leur littérature, leur esthétique, leurs sports et leurs jeux traditionnels et leurs arts visuels et du spectacle. Ils ont également le droit de préserver, de contrôler, de protéger et de développer leur propriété intellectuelle collective de ce patrimoine culturel, de ce savoir traditionnel et de ces expressions culturelles traditionnelles.
2. En concertation avec les peuples autochtones, les États prennent des mesures efficaces pour reconnaître ces droits et en protéger l’exercice.
Malgré cette déclaration, les pays industrialisés sont réticents à accorder un droit d'auteur sur les savoirs traditionnels, et proposent la création d'un droit sui generis.

## Les décisions judiciaires relatives aux savoirs traditionnels

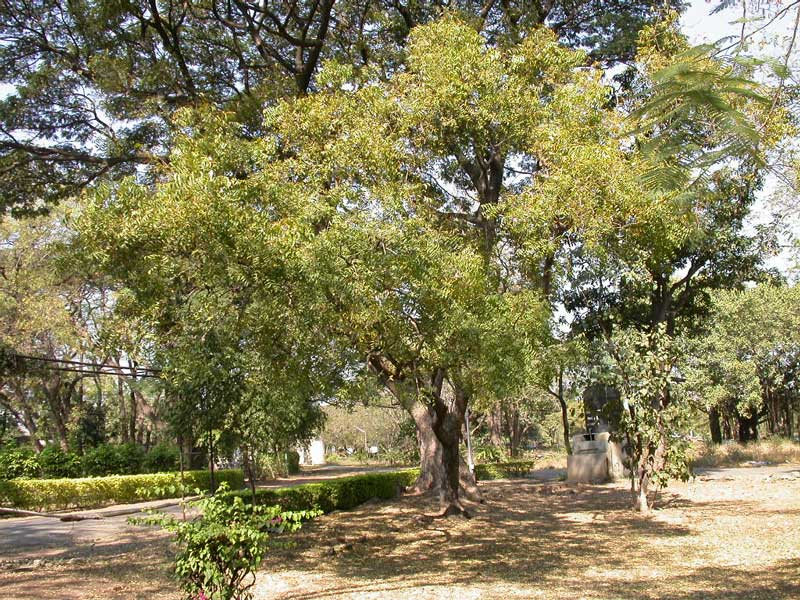
Un margousier

- En 1994, le ministère américain de l'Agriculture et un laboratoire pharmaceutique ont obtenu un brevet sur une technique pour extraire un agent antifongique du margousier, qui est un arbre répandu en Inde. Les villageois indiens avaient depuis longtemps compris les vertus médicinales de cette plante. Bien que le brevet ait été accordé sur une technique d'extraction, la presse indienne l'a décrit comme un brevet sur l'arbre lui-même. Il en a résulté un tollé général, qui a trouvé écho dans les pays en développement.

Une action judiciaire du gouvernement indien a été intentée, et le brevet a finalement été annulé en 2005. Au cours de ce procès, le laboratoire pharmaceutique a avancé que les savoirs traditionnels indiens sur le margousier n'avaient jamais fait l'objet d'une publication dans une revue scientifique, et qu'ils ne constituaient donc pas une antériorité faisant échec au dépôt d'un brevet pour défaut de nouveauté. En conséquence, le gouvernement indien a procédé à la publication électronique des manuscrits anciens détaillant les remèdes traditionnels, afin d'empêcher l'exploitation des savoirs indiens par des sociétés étrangères. De la même manière, des centaines de positions de yoga ont été enregistrées.
- Le haricot Enola est une variété du haricot jaune mexicain qui a été breveté en 1999. Le propriétaire du brevet a attaqué en justice un grand nombre d'importateurs de haricot jaune mexicain, ce qui a conduit à une baisse considérable de leurs ventes, et a porté préjudice à plus de 20 000 paysans du nord du Mexique qui dépendaient de ce commerce. Un procès a été intenté par les paysans, et, en avril 2005, l'office américain des brevets leur a donné raison. Après un appel, le brevet a finalement été annulé en mai 2008.